# 藤井昭彦
藤井 昭彦（ふじい あきひこ、1927年3月26日 - 2020年9月26日）は、日本の物理学者、上智大学名誉教授。

## 略歴
東京都生まれ。1953年東京大学理学部物理学科卒業。1958年ロチェスター大学大学院修了、Ph.D。その後パデュー大学講師、1958年パデュー大学助教授、1960年ロンドン大学インペリアルカレッジ研究員、1961年フラスカティ国立研究所研究員、1963年上智大学理工学部助教授、1969年上智大学理工学部教授。1997年定年退任、名誉教授。主な研究分野は中間エネルギー核物理の理論、弱い相互作用の理論。
妻は英米文学者の藤井かよ。

## 著書

### 共著
- 『ベータ崩壊と弱い相互作用』（山田勝美, 森田正人共著、培風館） 1974

## 翻訳
- 『ネルンストの世界 ドイツ科学の興亡』（K・メンデルスゾーン、藤井かよ共訳、岩波書店） 1976
- 『初等量子力学』（P・T・マシューズ、培風館） 1976
- 『太陽と核のエネルギー 未来のエネルギーを考える』（H・メッセル, S・T・バトラー共編、同文書院） 1979
- 『時間の源流をたずねて その物理像の変遷』（D・パーク、藤井かよ共訳、講談社） 1981
- 『原子からクォークへ 素粒子の不思議な世界』（J・S・トレフィル、培風館） 1982
- 『ゲージ理論入門 1 (電磁相互作用)』（I・J・R・エイチスン, A・J・G・ヘイ、講談社） 1983
- 『ゲージ理論入門 2 (弱い相互作用と強い相互作用)』（I・J・R・エイチスン, A・J・G・ヘイ、講談社） 1984
- 『ゲージ場入門』（I・J・R・エイチスン、講談社） 1985
- 『アインシュタインの夢 宇宙の統一理論を求めて』（バリー・パーカー、紀伊国屋書店） 1989
- 『クォークはチャーミング ノーベル賞学者グラショウ自伝』（シェルダン・L.グラショウ、紀伊国屋書店） 1996
- 『反物質はいかに発見されたか ディラックの業績と生涯』（Abraham Pais, Maurice Jacob, David I.Olive、丸善） 2001、のち改題『ポール・ディラック 人と業績』（ちくま学芸文庫）
- 『スーパーシンメトリー 超対称性の世界』（ゴードン・ケイン、紀伊國屋書店） 2001